# تور دوچرخه‌سواری ریاست جمهوری ترکیه
تور دوچرخه‌سواری ریاست جمهوری ترکیه (ترکی استانبولی: Cumhurbaşkanlığı Bisiklet Turu) یک تور دوچرخه‌سواری جاده در کشور ترکیه است.
این تور که اولین دوره آن در سال ۱۹۶۳ برگزار شده جزئی از تور دوچرخه‌سواری اروپا محسوب می‌شود و امتیاز آن در تور جهانی دوچرخه‌سواری منظور می‌شود.